# Hon kom över mon
Hon kom över mon är ett musikalbum från 1971. Det producerades av den svenska rockgruppen Contact tillsammans med folkmusikgruppen Skäggmanslaget.

## Historik
Låten Hon kom över mon var egentligen B-sida på en singel som utkom 1970 och blev en hit samma år (A-sida var låten Jag är lite lessen ikväll, text och musik: Ted Ström). Inspelningen skedde i Music Networks studio i Vaxholm i april 1970, skivnummer MNW 07-S. Det var bandets andra singel; tidigare hade utgivits A Fairy Tale/Convul'sions (MNW 05-S, 1969).
Även albumet Hon kom över mon blev en stor framgång och belönades med en Grammis. Det var även det första svenska proggalbum som kom att kombinera svensk folkmusik och svenska texter, och det innebar ett genombrott för såväl Skäggmanslaget som Contact. Albumet spelades in i februari i MNW-studion, Vaxholm. Tekniker var Sverre Sundman, produktion Contact. Skivnummer MNW 17P. Albumet återutgavs på CD 1989 med fyra bonusspår från albumet Utmarker: Fyrvaktarens dotter, Utmarker, Ode till en fjord och Guldkalven (MNWCD 17).

## Låtlista

### Sida 1
1. Grannlåt (musik: de Wolfe, text: de Wolfe-Ström)
2. Fisken (Ström)
3. Nattens drottning (musik: de Wolfe, text: de Wolfe-Ström)
4. Ogräset sprider sig på vallarna (Ström)
5. Smultes vals (Reinholds)
6. Vägen gick vindlande grå (musik: de Wolfe-Ström, text: Ström)

### Sida 2
1. Minnen (Steerling)
2. Hon kom över mon (Ström)
3. Vargarnas natt (Ström)
4. Samma vindar, samma dofter (Ström)
5. Jass (Steerling)

## Medverkande musiker
- Lorne de Wolfe
- Björn Holmsten
- Tomas Larsson
- Bosse Linné
- Claes Palmkvist
- Leif Reinholds
- Ted Steerling
- Ted Ström